# Luis Villanueva y Cañedo
Luis Villanueva y Cañedo (Higuera de Vargas, 1824-Barcarrota, 1902) fue un político, periodista y escritor español, diputado en las primeras Cortes de la Restauración, además de varias veces senador.

## Biografía
Nacido en la localidad extremeña de Higuera el 4 de agosto de 1824, fue vicepresidente de la Comisión de monumentos de Badajoz y prologuista de la Historia de la prensa de dicha ciudad, obra de Gómez Villafranca. Fue también redactor de El Guadiana (1846) y de La Crónica de Badajoz (1864), además de colaborador del Semanario Pintoresco, Museo de las Familias, El Siglo Pintoresco, Boletín de Jurisprudencia y El Foro. Villanueva, que obtuvo escaño de diputado a Cortes en las elecciones de 1876 por el distrito pacense de Jerez de los Caballeros, además de ejercer varias veces como senador por Badajoz en las Cortes de la Restauración, falleció el 16 de marzo de 1902 en Barcarrota.